# Помоћник Мел
Мелвин Ван Хорн, у серији познатији као Помоћник Мел (енгл. Sideshow Mel) је измишљени лик у цртаној телевизијској серији „Симпсонови“. Глас му позајмљује Ден Кастеланета.